# رفعت اسد
رفعت اسد برادر حافظ اسد رئیس‌جمهور سابق و عموی بشار اسد رئیس‌جمهور پیشین سوریه است. او یکی از اعضای بلندپایه در حزب بعث سوریه بوده‌است. نیروهای تحت فرمان او در سال ۱۹۸۲ به قتل هزاران نفر در جریان سرکوب قیام اسلام‌گرایان در سوریه متهم هستند. کشتار حما در فوریه ۱۹۸۲ با یورش نیروهای مسلح بعثی به حما به منظور سرکوب شورش مخالفان حکومت حزب بعث سوریه و دولت حافظ اسد صورت گرفت. رفعت اسد فرماندهی این عملیات را برعهده داشت.
رفعت اسد با توجه به این که تروریست‌های اخوانی اعلام کرده بودند به هر شهری برسند این کار را تکرار خواهند کرد و برای آن که حکومت برادرش حافظ اسد را مستحکم‌تر سازد و مخالفانش را نابود کند، بنابر تخمین عفو بین‌الملل بین ۱۷۰۰۰ تا ۴۰۰۰۰ مردم اخوانی سوریه را به قتل رساند. او همچنین برای حفظ حکومت بعث سوریه به ریاست حافظ اسد، کشتار زندان تدمر را نیز مرتکب شده‌است.

## زندگی

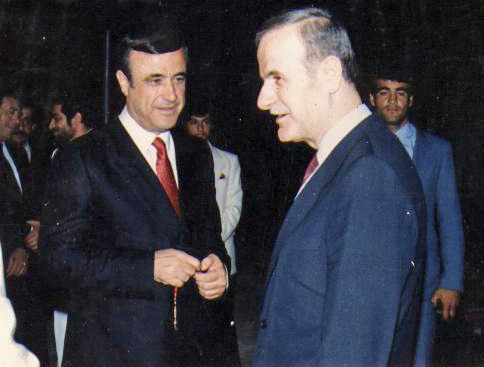
حافظ اسد (رئیس‌جمهور دولت بعث سوریه) و رفعت اسد (معاونت ریاست جمهوری)

وی در سال ۱۹۳۷ دیده به جهان گشود. محل تولد وی لاذقیه است. او پس از تحصیلات در کارهای نظامی وارد شد و سال‌ها در این عرصه فعالیت داشت. البته او به سبب پاره‌ای اختلافات با برادر خود مدتی در تبعید بود.